# Гадомский, Александр Викентьевич
Алекса́ндр Вике́нтьевич Гадо́мский (30.11.1885 — 12.04.1918) — инструктор команды разведчиков Варшавского революционного красного полка.

## Биография
Гадомский родился в Ломжинской губернии. Поляк. Отец был царским генералом. Выдержал экзамены в кадетский корпус, но, вопреки воле родителей стал работать электротехником на железной дороге.
В июле 1916 года был призван в армию. Окончил офицерскую кавалерийскую школу. Отправлен был на фронт в звании поручика.
После Октябрьской революции ушёл из 2-го польского запасного полка (контрреволюционного) и вступил в Варшавский революционный полк.
11.04.1918 года было решено на заседании ВЧК ликвидировать банды анархистов.
В ночь на 12 апреля 1918 года 200 бойцов Варшавского революционного полка окружили штаб анархистов на Донской улице. Гадомский заранее переодевшись изучил расположение особняка.
При взятии штаба анархистов погиб.
Похоронен у Кремлёвской стены.